# 18426 Maffei
18426 Maffei este un asteroid din centura principală de asteroizi.

## Descriere
18426 Maffei este un asteroid din centura principală de asteroizi. A fost descoperit pe 18 decembrie 1993 la Sormano de Enrico Colzani și Graziano Ventre. El prezintă o orbită caracterizată de o semiaxă mare de 2,38 ua, o excentricitate de 0,17 și o înclinație de 2,8° în raport cu ecliptica.

## Denumirea asteroidului
Asteroidul a primit numele în onoarea astrofizicianului italian Paolo Maffei.